# Kamen Zlatkov
Pour les articles homonymes, voir Zlatkov.
Kamen Zlatkov (en bulgare : Камен Златков), né le 9 août 1997 est un skieur alpin bulgare. Il est spécialiste des épreuves techniques (slalom et slalom géant).

## Biographie
Son frère cadet Kalin est aussi un skieur alpin de haut niveau.
Membre du club de ski de Moten, il dispute ses premières compétitions officielles lors de la saison 2013-2014, dont une étape de la Coupe d'Europe à Borovets et les Championnats du monde junior, à Jasná, y prenant le 18e rang au slalom. Il prend part à cette compétition aussi en 2016, 2017 et 2018, se classant au mieux 17e du slalom en 2016 à Sotchi.
En février 2017, le Bulgare reçoit sa première sélection dans l'élite à l'occasion des Championnats du monde 2017, à Saint-Moritz, pour une 36e en slalom. Il fait ses débuts dans la Coupe du monde à Levi en novembre 2017. Quelques semaines plus tard, il fait ses débuts olympiques aux Jeux de Pyeongchang, où il abandonne le slalom géant en deuxième manche et slalom en première manche.
En 2018-2019, il améliore son meilleur résultat en Coupe d'Europe avec une onzième position en slalom à Levi, tandis qu'aux Mondiaux à Åre, il sort du tracé en slalom.
En décembre 2021, Zlatkov se qualifie pour la première fois en deuxième manche de slalom en Coupe du monde, à Madonna di Campiglio et finit la course pour se classer 19e et marquer ses premiers points dans cette compétition. C'est ainsi la première fois que deux skieurs bulgares marquent des points sur la même course en Coupe du monde.

## Palmarès

### Jeux olympiques
| Épreuve / Édition   | Descente | Super G | Slalom géant | Slalom  | Combiné alpin |
| ------------------- | -------- | ------- | ------------ | ------- | ------------- |
| JO 2018 Pyeongchang |          |         | Abandon      | Abandon |               |

### Championnats du monde
| Épreuve / Édition               | Descente | Super G | Slalom géant | Slalom  | Combiné alpin |
| ------------------------------- | -------- | ------- | ------------ | ------- | ------------- |
| Mondiaux 2017 Saint-Moritz      |          |         | Abandon      | 36e     |               |
| Mondiaux 2019 Åre               |          |         |              | Abandon |               |
| Mondiaux 2021 Cortina d'Ampezzo |          |         | Abandon      | Abandon |               |

### Coupe du monde
- Meilleur résultat : 19e.

#### Classements en Coupe du monde
| Saison / Classement | Saison / Classement | Général | Général | Slalom | Slalom |
| ------------------- | ------------------- | ------- | ------- | ------ | ------ |
| Saison / Classement | Saison / Classement | Class.  | Points  | Class. | Points |
| 2022                |                     |         |         |        |        |